# Remigio Moltó Díaz Berrio
Remigio Moltó y Díaz Berrio (València, 1816 - Madrid, 1893) fou un militar i polític valencià, diputat a les Corts Espanyoles durant la restauració borbònica.

## Biografia
El 1829 va ingressar a l'Exèrcit espanyol com a cadet i participà en el bàndol liberal durant la primera guerra carlina (1833-1840), destacant en el front valencià contra les partides de Ramon Cabrera i Grinyó. El 1840 fou nomenat capità de la Guàrdia Reial i participà en la batalla de Gandesa, al setge de Pena-roja i en la presa de Morella, i gràcies als seus mèrits fou ascendit a brigadier. Després de la guerra fou nomenat cap del primer terç de la guàrdia civil.
De 1860 a 1863 fou governador de les Visayas (Filipines), i el 1866 fou ascendit a mariscal de camp i nomenat segon cap de la Capitania General de València i Catalunya, càrrec que va ocupar fins al 1868. Participà novament en la tercera guerra carlina a Conca i el 1875 fou nomenat capità general de Granada i Burgos. El 1876 fou ascendit a tinent general i el desembre de 1878 va substituir al finat Ricardo Alzugaray Yanguas, qui havia estat escollit per Alcoi a les eleccions generals espanyoles de 1876. Posteriorment fou nomenat senador per la província d'Alacant el 1879-1880 i el 1884-1885.